# Pucapristis
Pucapristis è un genere estinto di pesci cartilaginei simili ai pesci sega, appartenente agli Sclerorhynchoidei e vissuto durante il Cretaceo superiore (Maastrichtiano) in Sud America. I suoi fossili sono stati rinvenuti principalmente in Bolivia e Argentina. L'unica specie nota è Pucapristis branisi.

## Descrizione
Pucapristis è noto principalmente attraverso i suoi denti rostrali. La corona del dente è arcuata posteriormente, assottigliandosi in punta distalmente ed è compressa dorsoventralmente. L'apice della corona presenta un bordo anteriore quasi rettilineo e un'unica spina ricurva sul bordo posteriore. La struttura interna della corona è costituita da osteoni dentinali verticali e anastomizzati, rivestiti superficialmente da dentina palliale e smalto. Lo smalto mostra rigonfiamenti nella parte prossimale. La base del dente è leggermente espansa, priva di scanalature longitudinali o indentazioni prossimali, ed è composta da osso vascolarizzato.

## Distribuzione geografica e stratigrafica
Fossili attribuiti a Pucapristis sono stati finora rinvenuti esclusivamente in depositi del Maastrichtiano del Sud America centrale.
Le principali località fossilifere sono la Formazione El Molino in Bolivia, nei pressi delle città di Potosí e Sucre, dove i fossili di denti di Pucapristis sono particolarmente abbondanti, e la Formazione Yacoraite nella provincia di Salta nel nord-ovest dell'Argentina.

## Tassonomia
Il genere Pucapristis è stato descritto da Schaeffer nel 1963. Attualmente non è assegnato con certezza a una famiglia specifica degli Sclerorhynchoidei ed è pertanto considerato un genere incertae sedis all'interno del sottordine.

## Paleoecologia
Pucapristis abitava ambienti marini costieri o di piattaforma continentale durante il Cretaceo superiore. La presenza abbondante dei suoi denti indica che probabilmente era un componente comune delle faune ittiche dei mari del Maastrichtiano del Sud America.